# Aisan Racing Team
Aisan Racing Team is een Japanse continentale wielerploeg, uitkomend in de continentale circuits van de UCI. 

## Bekende renners
- Taiji Nishitani (2006-2014)
- Yasuharu Nakajima (2011-2016)
- Satoshi Hirose (2006-2008)

2006 · 2007 · 2008 · 2009 · 2010 · 2011 · 2012 · 2013 · 2014 · 2015 · 2016